# Diplonevra abbreviata
Diplonevra abbreviata är en tvåvingeart som beskrevs av Roser 1840. Diplonevra abbreviata ingår i släktet Diplonevra och familjen puckelflugor. Arten har ej påträffats i Sverige. Inga underarter finns listade i Catalogue of Life.